# تساراوینانی
تساراوینانی (به لاتین: Tsaravinany) یک منطقهٔ مسکونی در ماداگاسکار است که در ماهانورو واقع شده‌است. تساراوینانی ۶٬۸۸۰ نفر جمعیت دارد.